# Clos du Blankedelle
Le clos du Blankedelle est une impasse bruxelloise de la commune d'Auderghem qui est située dans le quartier du Blankedelle et aboutit sur l'avenue Charles Schaller sur une longueur de 130 mètres. La numérotation des habitations va de 1 à 17.

## Historique et description
Le 'Blankedelle' est le nom du chemin ayant mené jadis vers un vallon dans le bois où poussaient des plantes parfumées à fleurettes blanches. Ce chemin a donné son nom au quartier qui s'est développé.
L'origine du clos en impasse est liée à la villa Les Alouettes construite au début du XXe siècle au centre d'une propriété de deux hectares.
À l'endroit où commence le clos du Blankedelle, le no 40 de l'avenue Charles Schaller n'existe pas. Après la Première Guerre mondiale, la villa servit de maison de repos privée, ouvrant sur le bon air et la forêt de Soignes. La villa Les Alouettes fut démolie au début des années 1980. On lotit la propriété et on traça cette nouvelle voie publique .
Le 1er mars 1985, le collège attribua ce nom à l'impasse.
Le nom Blankedelleweg est déjà mentionné dans l’Atlas des Communications (1843) sous l’appellation Chemin d’Auderghem vers la Chapelle de Wilrieken. Il trouverait son origine de l'ail des ours à fleurs blanches (blanke) qui parsemait le vallon (delle) le long de cette voie au printemps. 
Ce nom perdurera jusqu'en octobre 1946, lorsque la rue est rebaptisée avenue Charles Schaller.
Le 3 juin 1955, le conseil baptisa une nouvelle voie dans le quartier du nom de 'Nouvelle avenue du Blankedelle'. Les habitants de l'avenue Charles Schaller exigeant de récupérer ce nom pour leur avenue, le conseil révisa sa décision le 14 septembre 1955 en rebaptisant cette nouvelle rue avenue des Héros. 

### Origine du nom
Ce nom provient du néerlandais blanke : blanc et delle : vallon.